# Historias para no dormir
Historias para no dormir (deutsch etwa Geschichten, bei denen Du kein Auge zukriegst) ist eine spanische Mystery-Horrorserie, die von Narciso Ibáñez Serrador im Auftrag des Senders Televisión Española von 1966 bis 1982 realisiert wurde. Das Format erinnert stark an Rod Serlings Twilight Zone sowie an die Serie Alfred Hitchcock präsentiert.

## Hintergrund
Mit Historias para no dormir führte Narciso Ibáñez Serrador das Horror-Mystery-Genre in die spanische Fernsehwelt ein. Die erste Folge, El cumpleaños (Der Geburtstag) wurde am 4. Februar 1966 ausgestrahlt und basierte auf einer Geschichte von Fredric Brown. Im Folgenden verfasste Serrador eigene Geschichten oder übernahm Ideen von Schriftstellern wie Ray Bradbury oder Edgar Allan Poe, darunter El pacto (Die Abmachung, basierend auf Poes Die Tatsachen im Fall Waldemar). Mit dem Ende der zweiten Staffel 1968 endete die erste Inkarnation der Serie. In den 1970er Jahren erschienen zwei Sondersendungen außerhalb der Reihe; 1982 wurden dann vier Folgen in Farbe als dritte Staffel der Serie ausgestrahlt, darunter ein Remake von El pacto mit denselben Schauspielern wie bei der Version aus dem Jahr 1967.
2005 wurden mehrere Fernsehfilme unter dem Serientitel Películas para no dormir von bekannten Regisseuren wie Mateo Gil, Jaume Balagueró, Paco Plaza, Álex de la Iglesia und Narciso Ibáñez Serrador (Blame – Die Wiege des Todes) realisiert.

## Auszeichnungen
- Goldene Nymphe für das Beste Drehbuch, Monte-Carlo Television Festival 1967, für El asfalto.
- Kritikerpreis für das beste ausländische Programm beim Filmfestival Buenos Aires.
- Ondas Award 1969, für Narciso Ibáñez Serrador als Bester Autor.